# Ga Mireuk
Ga Mireuk là nhà ga đã đóng cửa trên Tuyến Gyeongbu.